# Drop it
Drop It is een Engelstalige single van de Belgische muziekproject Scoop uit 1999.
Op de B-kant van de single stond een remix van het nummer door Fiocco.
Het nummer stond 18 weken in de Vlaamse Top 50, waarvan 1 week op de hoogste positie. Het kwam binnen op 25 september 1999 en verliet de hitparade op 22 januari 2000. Meer dan twee maanden later behaalt het lied dezelfde positie in de Nederlandse Top 40. "Drop It" staat hier 19 weken genoteerd, waarvan drie weken op #1. De hit staat op nummer 14 van de Top 40 jaarlijst 2000.
Het nummer is een simpele instrumentale dancetrack met naast de woorden "drop it" en "now give me a beat" enkel de zin "We're gonna do a song that you've never heard before". Remixes op de single werden verzorgd door andere projecten van de Scoop-leden, zoals Fiocco. De videoclip bestaat uit beelden van de Love Parade in Berlijn.

## Hitnotering
Dancesmash op Radio 538
| Drop it in de Nederlandse Top 40 - binnen: 27 november 1999 | Drop it in de Nederlandse Top 40 - binnen: 27 november 1999 | Drop it in de Nederlandse Top 40 - binnen: 27 november 1999 | Drop it in de Nederlandse Top 40 - binnen: 27 november 1999 | Drop it in de Nederlandse Top 40 - binnen: 27 november 1999 | Drop it in de Nederlandse Top 40 - binnen: 27 november 1999 | Drop it in de Nederlandse Top 40 - binnen: 27 november 1999 | Drop it in de Nederlandse Top 40 - binnen: 27 november 1999 | Drop it in de Nederlandse Top 40 - binnen: 27 november 1999 | Drop it in de Nederlandse Top 40 - binnen: 27 november 1999 | Drop it in de Nederlandse Top 40 - binnen: 27 november 1999 | Drop it in de Nederlandse Top 40 - binnen: 27 november 1999 | Drop it in de Nederlandse Top 40 - binnen: 27 november 1999 | Drop it in de Nederlandse Top 40 - binnen: 27 november 1999 | Drop it in de Nederlandse Top 40 - binnen: 27 november 1999 | Drop it in de Nederlandse Top 40 - binnen: 27 november 1999 | Drop it in de Nederlandse Top 40 - binnen: 27 november 1999 | Drop it in de Nederlandse Top 40 - binnen: 27 november 1999 | Drop it in de Nederlandse Top 40 - binnen: 27 november 1999 | Drop it in de Nederlandse Top 40 - binnen: 27 november 1999 | Drop it in de Nederlandse Top 40 - binnen: 27 november 1999 |
| Week                                                        | 1                                                           | 2                                                           | 3                                                           | 4                                                           | 5                                                           | 6                                                           | 7                                                           | 8                                                           | 9                                                           | 10                                                          | 11                                                          | 12                                                          | 13                                                          | 14                                                          | 15                                                          | 16                                                          | 17                                                          | 18                                                          | 19                                                          |                                                             |
| ----------------------------------------------------------- | ----------------------------------------------------------- | ----------------------------------------------------------- | ----------------------------------------------------------- | ----------------------------------------------------------- | ----------------------------------------------------------- | ----------------------------------------------------------- | ----------------------------------------------------------- | ----------------------------------------------------------- | ----------------------------------------------------------- | ----------------------------------------------------------- | ----------------------------------------------------------- | ----------------------------------------------------------- | ----------------------------------------------------------- | ----------------------------------------------------------- | ----------------------------------------------------------- | ----------------------------------------------------------- | ----------------------------------------------------------- | ----------------------------------------------------------- | ----------------------------------------------------------- | ----------------------------------------------------------- |
| Nummer                                                      | 31                                                          | 31                                                          | 20                                                          | 12                                                          | 3                                                           | 3                                                           | 2                                                           | 1                                                           | 1                                                           | 1                                                           | 2                                                           | 2                                                           | 3                                                           | 5                                                           | 7                                                           | 11                                                          | 16                                                          | 26                                                          | 35                                                          | uit                                                         |

| Drop it in de Single Top 100 binnen: 13 november 1999 | Drop it in de Single Top 100 binnen: 13 november 1999 | Drop it in de Single Top 100 binnen: 13 november 1999 | Drop it in de Single Top 100 binnen: 13 november 1999 | Drop it in de Single Top 100 binnen: 13 november 1999 | Drop it in de Single Top 100 binnen: 13 november 1999 | Drop it in de Single Top 100 binnen: 13 november 1999 | Drop it in de Single Top 100 binnen: 13 november 1999 | Drop it in de Single Top 100 binnen: 13 november 1999 | Drop it in de Single Top 100 binnen: 13 november 1999 | Drop it in de Single Top 100 binnen: 13 november 1999 | Drop it in de Single Top 100 binnen: 13 november 1999 | Drop it in de Single Top 100 binnen: 13 november 1999 | Drop it in de Single Top 100 binnen: 13 november 1999 | Drop it in de Single Top 100 binnen: 13 november 1999 | Drop it in de Single Top 100 binnen: 13 november 1999 | Drop it in de Single Top 100 binnen: 13 november 1999 | Drop it in de Single Top 100 binnen: 13 november 1999 | Drop it in de Single Top 100 binnen: 13 november 1999 | Drop it in de Single Top 100 binnen: 13 november 1999 | Drop it in de Single Top 100 binnen: 13 november 1999 | Drop it in de Single Top 100 binnen: 13 november 1999 | Drop it in de Single Top 100 binnen: 13 november 1999 | Drop it in de Single Top 100 binnen: 13 november 1999 | Drop it in de Single Top 100 binnen: 13 november 1999 | Drop it in de Single Top 100 binnen: 13 november 1999 |
| Week                                                  | 1                                                     | 2                                                     | 3                                                     | 4                                                     | 5                                                     | 6                                                     | 7                                                     | 8                                                     | 9                                                     | 10                                                    | 11                                                    | 12                                                    | 13                                                    | 14                                                    | 15                                                    | 16                                                    | 17                                                    | 18                                                    | 19                                                    | 20                                                    | 21                                                    | 22                                                    | 23                                                    | 24                                                    |                                                       |
| ----------------------------------------------------- | ----------------------------------------------------- | ----------------------------------------------------- | ----------------------------------------------------- | ----------------------------------------------------- | ----------------------------------------------------- | ----------------------------------------------------- | ----------------------------------------------------- | ----------------------------------------------------- | ----------------------------------------------------- | ----------------------------------------------------- | ----------------------------------------------------- | ----------------------------------------------------- | ----------------------------------------------------- | ----------------------------------------------------- | ----------------------------------------------------- | ----------------------------------------------------- | ----------------------------------------------------- | ----------------------------------------------------- | ----------------------------------------------------- | ----------------------------------------------------- | ----------------------------------------------------- | ----------------------------------------------------- | ----------------------------------------------------- | ----------------------------------------------------- | ----------------------------------------------------- |
| Nummer                                                | 91                                                    | 37                                                    | 24                                                    | 19                                                    | 14                                                    | 10                                                    | 3                                                     | 3                                                     | 1                                                     | 1                                                     | 1                                                     | 1                                                     | 2                                                     | 2                                                     | 3                                                     | 6                                                     | 9                                                     | 11                                                    | 16                                                    | 30                                                    | 42                                                    | 48                                                    | 57                                                    | 78                                                    | uit                                                   |

| Drop it in de Ultratop 50 - binnen: 25 september 1999 | Drop it in de Ultratop 50 - binnen: 25 september 1999 | Drop it in de Ultratop 50 - binnen: 25 september 1999 | Drop it in de Ultratop 50 - binnen: 25 september 1999 | Drop it in de Ultratop 50 - binnen: 25 september 1999 | Drop it in de Ultratop 50 - binnen: 25 september 1999 | Drop it in de Ultratop 50 - binnen: 25 september 1999 | Drop it in de Ultratop 50 - binnen: 25 september 1999 | Drop it in de Ultratop 50 - binnen: 25 september 1999 | Drop it in de Ultratop 50 - binnen: 25 september 1999 | Drop it in de Ultratop 50 - binnen: 25 september 1999 | Drop it in de Ultratop 50 - binnen: 25 september 1999 | Drop it in de Ultratop 50 - binnen: 25 september 1999 | Drop it in de Ultratop 50 - binnen: 25 september 1999 | Drop it in de Ultratop 50 - binnen: 25 september 1999 | Drop it in de Ultratop 50 - binnen: 25 september 1999 | Drop it in de Ultratop 50 - binnen: 25 september 1999 | Drop it in de Ultratop 50 - binnen: 25 september 1999 | Drop it in de Ultratop 50 - binnen: 25 september 1999 | Drop it in de Ultratop 50 - binnen: 25 september 1999 |
| Week                                                  | 1                                                     | 2                                                     | 3                                                     | 4                                                     | 5                                                     | 6                                                     | 7                                                     | 8                                                     | 9                                                     | 10                                                    | 11                                                    | 12                                                    | 13                                                    | 14                                                    | 15                                                    | 16                                                    | 17                                                    | 18                                                    |                                                       |
| ----------------------------------------------------- | ----------------------------------------------------- | ----------------------------------------------------- | ----------------------------------------------------- | ----------------------------------------------------- | ----------------------------------------------------- | ----------------------------------------------------- | ----------------------------------------------------- | ----------------------------------------------------- | ----------------------------------------------------- | ----------------------------------------------------- | ----------------------------------------------------- | ----------------------------------------------------- | ----------------------------------------------------- | ----------------------------------------------------- | ----------------------------------------------------- | ----------------------------------------------------- | ----------------------------------------------------- | ----------------------------------------------------- | ----------------------------------------------------- |
| Nummer                                                | 39                                                    | 21                                                    | 10                                                    | 6                                                     | 2                                                     | 1                                                     | 2                                                     | 3                                                     | 3                                                     | 3                                                     | 4                                                     | 5                                                     | 10                                                    | 19                                                    | 20                                                    | 20                                                    | 27                                                    | 32                                                    | uit                                                   |